# 의가사전역
의가사전역(依家事轉役)은 복무기간중 가사사유로 복무기간을 마치지 못하고 하는 조기전역이다.
주로 군복무기간중 본인이 아니면 생계가 곤란한 군복무자들이 의가사전역을 한다.